# Antiautoritarisme

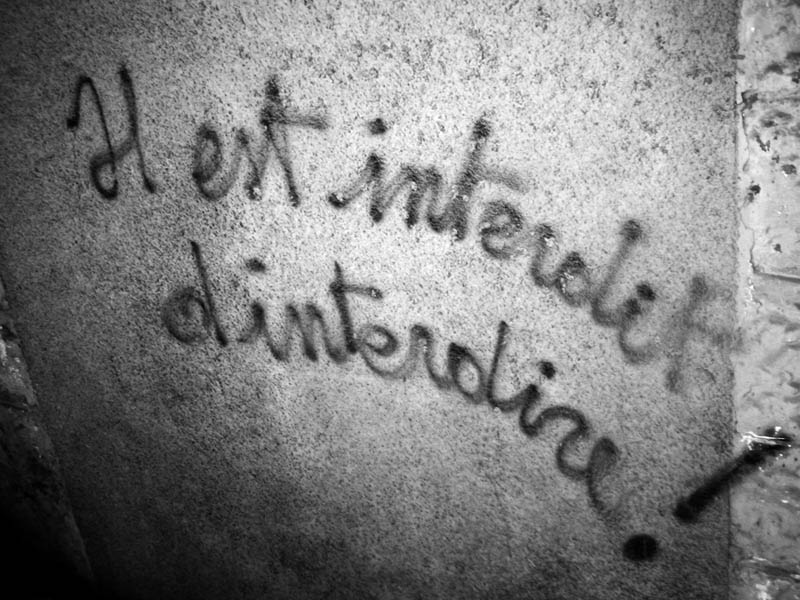
Un slogan anti-autoritaire.

Le terme antiautoritaire désigne les personnes, courants, mouvements, structures et organisations « hostiles à toute sujétion, politique ou intellectuelle ».
Est qualifiée d'antiautoritaire, le plus souvent, une sensibilité politique, sociale ou culturelle proche de l'anarchisme avec qui elle partage le refus de l'État et de toute forme d'autorité hiérarchique. Ainsi parle-t-on dans le mouvement libertaire, de « pratiques anti-autoritaires ». La critique antiautoritaire repose sur la prise de conscience individuelle et la transformation de l'individu. Elle anticipe le concept libertaire d'autonomie individuelle dans le cadre de l'action collective.

## Définitions
Selon le philosophe André Glucksmann, « Adorno […] fut, plus que Marcuse, le père spirituel du mouvement antiautoritaire ».
Pour Jean-Claude Milner : « Être antiautoritaire, c'est être contre toute autorité quelle qu'elle soit. Pour qu'une telle décision soit perçue, elle ne doit pas s'en prendre aux autorités illégitimes - on ne ferait que retrouver le minimal des libertés ; elle doit de préférence s'en prendre aux autorités légitimes. L'autorité de la loi, cela va sans dire, mais surtout l'autorité du savoir, l'autorité de l'expérience, l'autorité de la sagesse doivent être récusées. Non pas parce que le savoir, l'expérience ou la sagesse seraient de pures apparences, mais justement parce qu'ils ne le sont pas. Les autorités authentiquement légitimes sont les pires ; bien loin qu'elles s'exceptent des autorités illégitimes - celles de l'argent ou de la force brute -, elles les consolident, même quand elles prétendent s'y opposer. Surtout quand elles prétendent s'y opposer. Il n'y a pas à tracer de frontière entre autorités ; elles sont toutes intrinsèquement perverses ; les plus viles sont celles qui peuvent à bon droit réclamer le respect. La relation d'autorité par elle-même est l'ennemi. La révolte antiautoritaire en tient toutes les variantes pour illégitimes ; la relation gouvernant/gouverné est seulement un cas particulier. Pour cette raison justement, la révolte antiautoritaire ne dissout pas la relation d'autorité. Elle la maintient au contraire, pour la combattre incessamment. Si l'on schématise, la révolte antiautoritaire commence par la société, qu'elle perçoit comme un réseau d'autorités, et arrive, en un second temps, à la politique »
Et Boris Gobille d’enchaîner : « la critique antiautoritaire invalide toute prétention à parler au nom d'une autorité spécifique ou d'un savoir « légitime », et requalifie du même coup toute parole anonyme comme disant quelque chose de pertinent sur le monde social. […] elle propulse dans l'espace public le « non-savoir » […] de ceux qu'on traitait d'irresponsables. »
Au contraire, le Petit dictionnaire d'éthique (d'obédience chrétienne) avance que : « L'autorité est légitime lorsque l'individu, de sa propre décision, peut y participer (reconnaissance formelle, et/ou autorisation → démocratie) et y trouve la satisfaction de ses → besoins essentiels (reconnaissance matérielle). Autorité légitime et jugement éclairé se conditionnent mutuellement. Les institutions deviennent autoritaires lorsque la volonté de domination d'un seul ou de quelques-uns se détache de la volonté de tous (hiérarchisation du pouvoir), et qu'elle fait fi de leurs besoins (→ aliénation). La réaction anti-autoritaire souligne au contraire la liberté abstraite de chacun contre toutes les obligations sociales (anarchie) ». Cependant, l'anarchisme se définit justement comme l'idée que la négation du principe d'autorité dans l'organisation sociale n'est pas contraire à la promotion de la solidarité et de la coopération libre entre les individus pour le maintien d'un ordre social et d'une justice sociale.

## Origines historiques
Philosophie individualiste et antiautoritaire, le taoïsme comporte « les principes essentiels qui sont à la base de toute théorie libertaire, à savoir l’inévitable contre-productivité des règlements et des institutions, voués à produire un résultat contraire aux buts initialement recherchés, et l’idée que seule l’autorégulation des individus et des groupes et la non intervention des pouvoirs publics sont de nature à engendrer la meilleure harmonie possible ».
En 1871, dans le cadre de l'opposition entre Karl Marx et Mikhaïl Bakounine au sein de l'Association internationale des travailleurs, ceux qui se présentent comme « antiautoritaires » contestent le Conseil Général de Londres qu’ils qualifient de « hiérarchique et autoritaire ». Bakounine et James Guillaume, membres d'une fraction secrète (l'Alliance internationale de la démocratie socialiste), sont exclus lors du Congrès de La Haye en septembre 1872. C'est le point de départ d'une rupture entre partisans du Conseil Général et partisans de l'autonomie des fédérations au sein de la Première Internationale, les soutiens de Bakounine fondent « l'Internationale antiautoritaire » au Congrès de Saint-Imier en 1872.
En 1871, pendant la Commune de Paris, une fraction politique du conseil de la Commune s'oppose à la mise en place d'un Comité de Salut public. Elle est désignée par les historiens comme « minorité anti-autoritaire ».
En 1909 en Palestine, l'origine des Kibboutz se trouve au sein du parti Ha'poel Hatzaïr, un parti politique non-marxiste, influencé par le socialisme populiste russe et l'œuvre de Tolstoï. L'idéal est celui d'un socialisme rural, anti-industriel et anti-autoritaire, très marqué par l'anarchisme avec le refus des structures élues.
Le 14 mars 1919, lors de son procès, Émile Cottin, auteur d'un attentat contre Georges Clemenceau, déclare : « Je suis anarchiste, c’est-à-dire antiautoritaire, anticléricaliste, antimilitariste et antiparlementaire ».

## Usages contemporains
Les mouvements de la jeunesse dans les années 1960, dont les événements de mai 1968 en France et en Belgique, sont marqués par une aspiration antiautoritaire. Ils rejettent le système capitaliste et les valeurs prônées par une société jugée trop autoritaire et paternaliste. Un slogan célèbre de l'époque est : « Il est interdit d'interdire ! ». Tout individu doit avoir le droit de réaliser ses désirs sans pression d’aucune sorte. La famille se transforme, une éducation antiautoritaire doit permettre aux enfants et aux adolescents de s’épanouir en toute liberté, de façon autonome et responsable, loin de toute répression.
Selon Serge July, à l'université de Berkeley, en 1964, les étudiants américains de la côte ouest inventent d'emblée toutes les formes de contestation qui vont suivre et le vocabulaire qui les accompagne : « le mouvement », « le sit-in », « le mouvement antiautoritaire » ou « la liberté de parole ».
Selon Alain Geismar, une des personnalités marquantes des événements : « Mai 68, je le rappelle, était un mouvement antiautoritaire où les étudiants avaient rejeté le cours magistral traditionnel, lu et répété d'année en année. »
Pour l'historien René Gallissot, « Mai 68 fut [par ordre décroissant] un mouvement anti-autoritaire, un mouvement a-nationaliste, un mouvement contre-culturel. »
Pour le sociologue Alain Touraine : « Il a fallu […] trente ans pour que le mouvement antiautoritaire, symbolisé par Daniel Cohn-Bendit, soit reconnu comme l'acteur le plus important de Mai 68, alors que, sur le moment et pendant une longue décennie, c'est le révolutionnarisme ouvriériste des trotskistes et des maos qui aura semblé l'aspect principal du mouvement étudiant et populaire ».
En 1998, Daniel Cohn-Bendit déclare au Monde de l'éducation : « Il y a trente ans, j'ai incarné en France ce qu'on appelait en Allemagne « die antiautoritären bewegung » : le mouvement antiautoritaire. Parmi tous ceux qui se disaient révolutionnaires à l'époque, nous étions peu à nous réclamer du courant libertaire et nous avions à nous démarquer de tous les groupuscules léninistes d'obédience trotskiste ou maoïste. Et pourtant c'est bien ce souffle libertaire qui a traversé la France en mai 1968 et touché tous les milieux, et les avant-gardes autoproclamées. Les grands partis politiques furent un moment, comme les psychanalystes, mis au chômage technique. Ils retrouveront tous leur clientèle dans les jours tristes de l'après-mai… ».
Le mouvement anti-autoritaire a parcouru la société française pendant toutes les années 1970 et 1980. L'idéologie antiautoritaire marque ainsi les nouveaux mouvements sociaux, et aux Pays-Bas le mouvement Provo, aux États-Unis le Youth International Party, en France le Mouvement du 22 Mars et le courant mao-spontex, la communauté Christiania au Danemark, etc.

### Le mouvement antiautoritaire en Allemagne
Selon Kristina Schulz : « La notion « mouvement anti-autoritaire » désigne une partie du mouvement de 68 en Allemagne qui était fortement influencée par l’idéologie anti-autoritaire, et qui, étant d’abord limité au mouvement étudiant à Berlin, prend rapidement de l’ampleur après le 2 juin 1967 (mort de l’étudiant Benno Ohnesorg, tué par la balle d’un policier lors d’une manifestation à Berlin) ».
De 1967 à 1969, le SDS (Union socialiste allemande des étudiants) est le symbole du mouvement antiautoritaire.
Active entre janvier 1967 et novembre 1969, la Kommune 1 est une communauté intentionnelle libertaire de Berlin-Ouest. Elle est animée par des principes antiautoritaires et hédonistes, dans la droite ligne des manifestations étudiantes de 1968 et de l'opposition extra-parlementaire allemande et est, à l'époque, une des vitrines médiatisées de la contre-culture ouest-berlinoise.
En 2008, Joschka Fischer définit la scène Sponti des années 1970 comme étant « anti-autoritaire de gauche ».

## Critiques
Au sein du mouvement socialiste, les critiques viennent essentiellement de certains marxistes dont Friedrich Engels qui dans un texte daté de 1873 et titré De l'autorité précise :

« Ces derniers temps, certains socialistes ont entrepris une véritable croisade contre ce qu'ils appellent le principe d'autorité […] Autorité, dans le sens où l'on emploie ce terme, signifie soumission de la volonté d'autrui à la nôtre [et] subordination. […] Supposons qu'une révolution sociale ait détrôné les capitalistes, dont l'autorité préside aujourd'hui à la production et à la circulation des richesses. Supposons, pour nous placer entièrement au point de vue des anti-autoritaires, que la terre et les instruments de travail soient devenus propriété collective des travailleurs qui les emploient. L'autorité aura-t-elle disparu, ou bien n'aura-t-elle fait que changer de forme ? […] L'autorité et l'autonomie sont des notions relatives, et leur importance varie selon les diverses phases de l'évolution sociale. […] Pourquoi les anti-autoritaires ne se bornent-ils pas à crier contre l'autorité politique, l'État ? Tous les socialistes sont d'accord sur le fait que l'État politique et, avec lui, l'autorité politique disparaîtront à la suite de la révolution sociale future, autrement dit que les fonctions publiques perdront leur caractère politique et se transformeront en simples administrations veillant aux véritables intérêts sociaux. Mais les anti-autoritaires demandent que l'État politique autoritaire soit aboli d'un seul coup, avant même que ne soient supprimées les conditions sociales qui l'ont fait naître. Ils réclament que le premier acte de la révolution sociale soit l'abolition de l'autorité. Ont-ils jamais vu une révolution, ces messieurs ? Une révolution est certainement la chose la plus autoritaire qui soit, c'est l'acte par lequel une fraction de la population impose sa volonté à l'autre au moyen de fusils, de baïonnettes et de canons, moyens autoritaires s'il en est ; et le parti victorieux, s'il ne veut pas avoir combattu en vain, doit continuer à dominer avec la terreur que ses armes inspirent aux réactionnaires. La Commune de Paris eût-elle pu se maintenir un seul jour si elle n'avait pas usé de l'autorité d'un peuple en armes contre la bourgeoisie ? Ne faut-il pas, au contraire, la critiquer de ce qu'elle ait fait trop peu usage de son autorité ? Donc, de deux choses l'une : ou bien les anti-autoritaires ne savent pas ce qu'ils disent et, dans ce cas, ils ne font que semer la confusion, ou bien ils le savent et, dans ce cas, ils trahissent la cause du prolétariat. De toute façon, ils servent la réaction. »

## Citation
- « L'autorité n'est vraie qu'en éveillant la liberté. La pensée rationnelle nous fait séparer liberté et autorité. Elles deviennent comme deux partis. Chacun d'eux réclame son dû. On pense l'un sans l'autre : la liberté, rejetant enfin l'autorité honnie - l'autorité, maîtrisant la liberté. Cependant, liberté et autorité vont de pair. Chacune ne devient plus vraie, plus pure, plus profonde qu'avec l'autre. Elles ne s'opposent que si la liberté devient l'arbitraire, si l'autorité devient violence. Dans la mesure où elles s'opposent, elles perdent toutes deux leur essence », Karl Jaspers[25].

## Personnalités et organisations notoires
- Anticonformisme
- Éducation antiautoritaire
- Libre-pensée
- Rudi Dutschke
- Youth International Party
- Écoles libertaires de Hambourg
- Mouvement du 22 Mars